# Estação Astor Place
Astor Place, também chamada de Astor Place - Cooper Union em alguns letreiros, é uma estação local na linha IRT Lexington Avenue Line do metrô de Nova York. Concluída em 1904, é uma das vinte e oito estações originais do sistema. Fica localizada na interseção da Lafayette Street, Eighth Street, Park Avenue, Cooper Square e Astor Place entre o East Village e o NoHo, é servida pelo trem 6 o tempo todo, o trem expresso <6> durante a semana na direção de maior pico, e pelo trem 4 durante a madrugada. A estação está no Registro Nacional de Locais Históricos.

## História
A construção da primeira linha IRT começou em 1900. A parte da linha da estação City Hall até o sul da 42nd Street fazia parte da linha IRT original, inaugurada em 27 de outubro de 1904 e incluiu uma estação local em Astor Place. A estação servia originalmente trens locais da agora abandonada estação City Hall para a 145th Street na Broadway.
Em 1981, o MTA listou a estação entre as 69 estações mais degradadas do sistema metroviário. A estação passou por reformas de junho de 1984 a maio de 1986. A estação foi renovada por US$ 2,5 milhões e fazia parte do programa Adote uma Estação. O dinheiro incluiu $ 600.000 da Federal Urban Mass Transit Administration, $ 125.000 de fontes privadas, incluindo alguns da Fundação Vincent Astor. O escopo do projeto incluiu a restauração das famosas placas de castor de cerâmica vidrada, nova iluminação aprimorada, a instalação de material de redução de ruído, bem como a instalação de novos ladrilhos marrons. Uma nova obra de arte em aço-porcelana do ex-aluno da Cooper Union Milton Glaser foi instalada e uma cópia em ferro fundido de um dos quiosques originais da estação foi construída. Havia uma passagem subterrânea entre os lados da parte alta e do centro, mas foi fechada e coberta na reforma dos anos 1980.

## Layout da estação
Astor Place é uma estação local com quatro trilhos e duas plataformas laterais. O controle de tarifas está no nível da plataforma, e a passagem subterrânea conectando os lados norte e sul foi removida na década de 1980. A plataforma voltada para o norte contém uma banca de jornal e doces, que substituiu o banheiro público feminino original. No lado sul, a estação tem uma entrada para uma loja de departamentos em um K-Mart. Esta loja foi construída originalmente em 1868 por Alexander Turney Stewart. As pesadas colunas quadradas de tijolos na plataforma do centro sustentam a loja acima. O edifício norte da loja, mas não o edifício sul acima, queimou na década de 1950. As janelas octogonais na parede de tijolos da plataforma eram as vitrines da loja.
Placas de castores estão localizadas nas paredes, em homenagem à fortuna de John Jacob Astor derivada do comércio de pele de castor. As placas, assim como as tabuletas com os nomes, foram feitas pela Grueby Faience Company em 1904. Durante a reforma, as placas magníficas em marrom e dourado da Cooper Union que ficavam sob as placas da Astor Place foram destruídas. Os letreiros de pilares em preto e branco dizem Astor Place em um pilar e Cooper Union no próximo.

### Saídas
A estação tem duas entradas, uma em cada direção. A entrada da plataforma para o sul está na esquina sudoeste da Astor Place com a Lafayette Street, enquanto a entrada da plataforma para o norte está na ilha de tráfego limitada pela Park Avenue, Lafayette Street e Eighth Street. Há uma reprodução de um quiosque de entrada no nível da rua sobre a entrada norte.

## Pontos de interesse
A própria estação é um ponto de interesse local, uma vez que está na Lista de Locais Históricos Registrados em Nova York. Vários outros locais de importância histórica e cultural estão localizados perto da estação. A Universidade de Nova York e a Cooper Union estão localizadas nas proximidades. Os visitantes da área de Astor Place costumam girar o Alamo Cube, no nível da rua acima da extremidade da plataforma em direção ao norte. Uma porta de azulejos, na parede sudoeste atrás da cabine simbólica para o sul, exibe um lintel que proclama "Clinton Hall". Esta porta uma vez levou à Biblioteca Mercantil de Nova York na antiga Astor Opera House. Outros pontos de interesse incluem:
- McSorley's Old Ale House[11]
- Cooper Union New Academic Building[11]
- Cooper Square Hotel[11]
- The Public Theater (Biblioteca Astor)[11]
- Colonnade Row / Astor Place Theatre (Blue Man Group)[11]
- Kmart[11]
- Hamilton Fish House[11]

A estação da Eighth Street - New York University na BMT Broadway Line fica a um quarteirão a oeste da estação.

## Na cultura popular
A imagem da capa do álbum Turnstiles de Billy Joel, de 1976, foi fotografada na parte alta da estação.

## Galeria de imagens

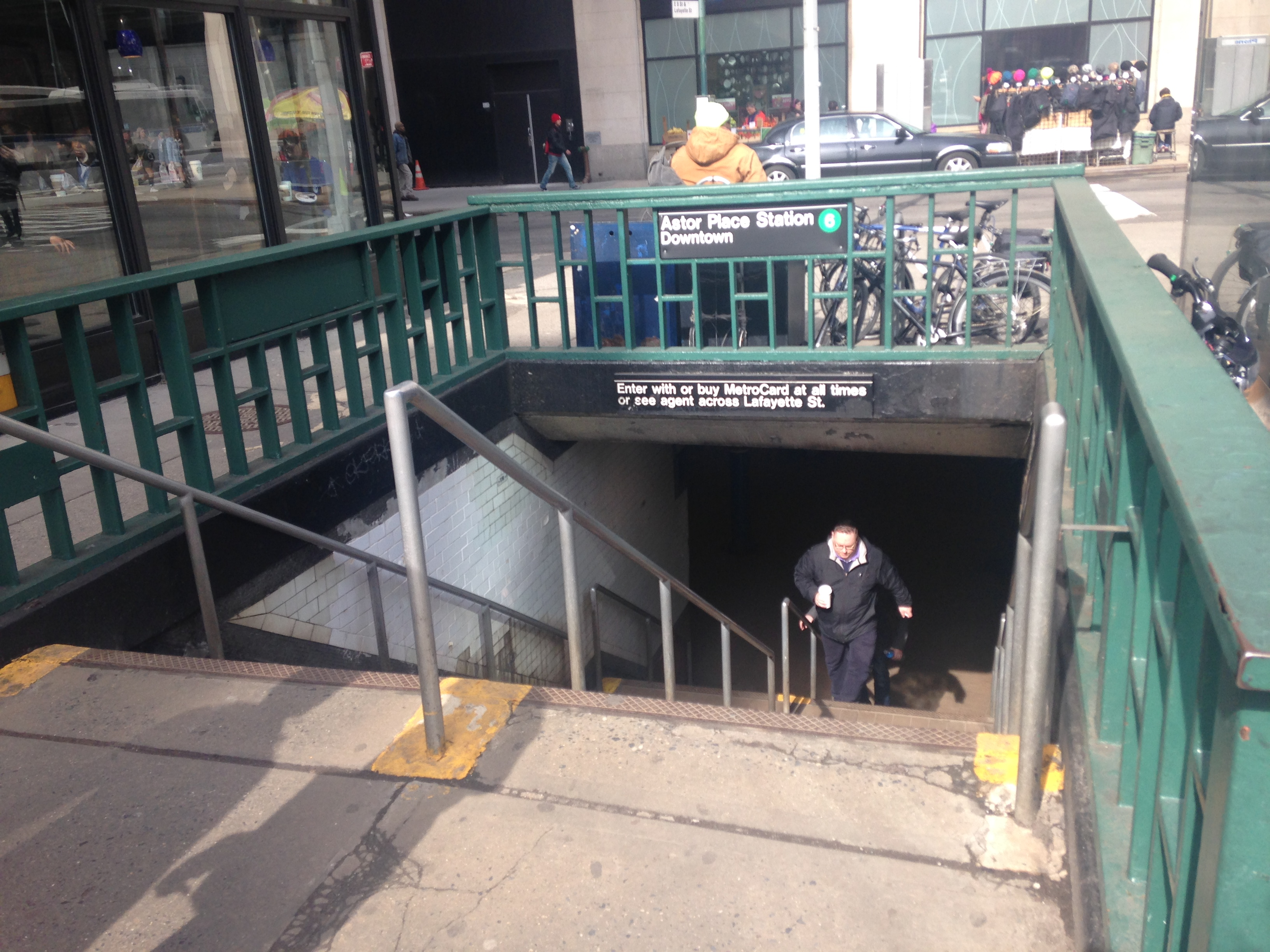
Entrada Sul
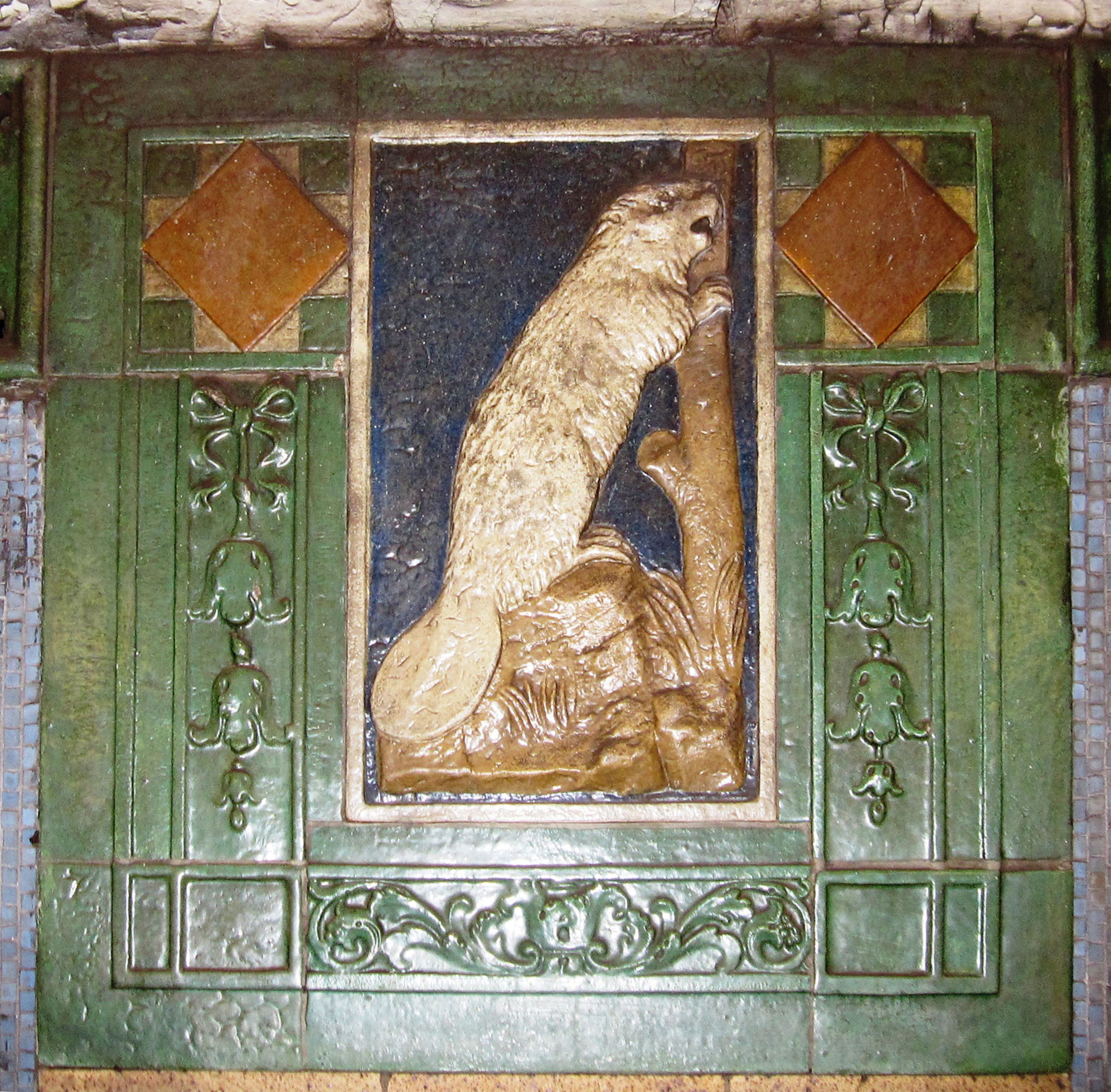
Placa do castor
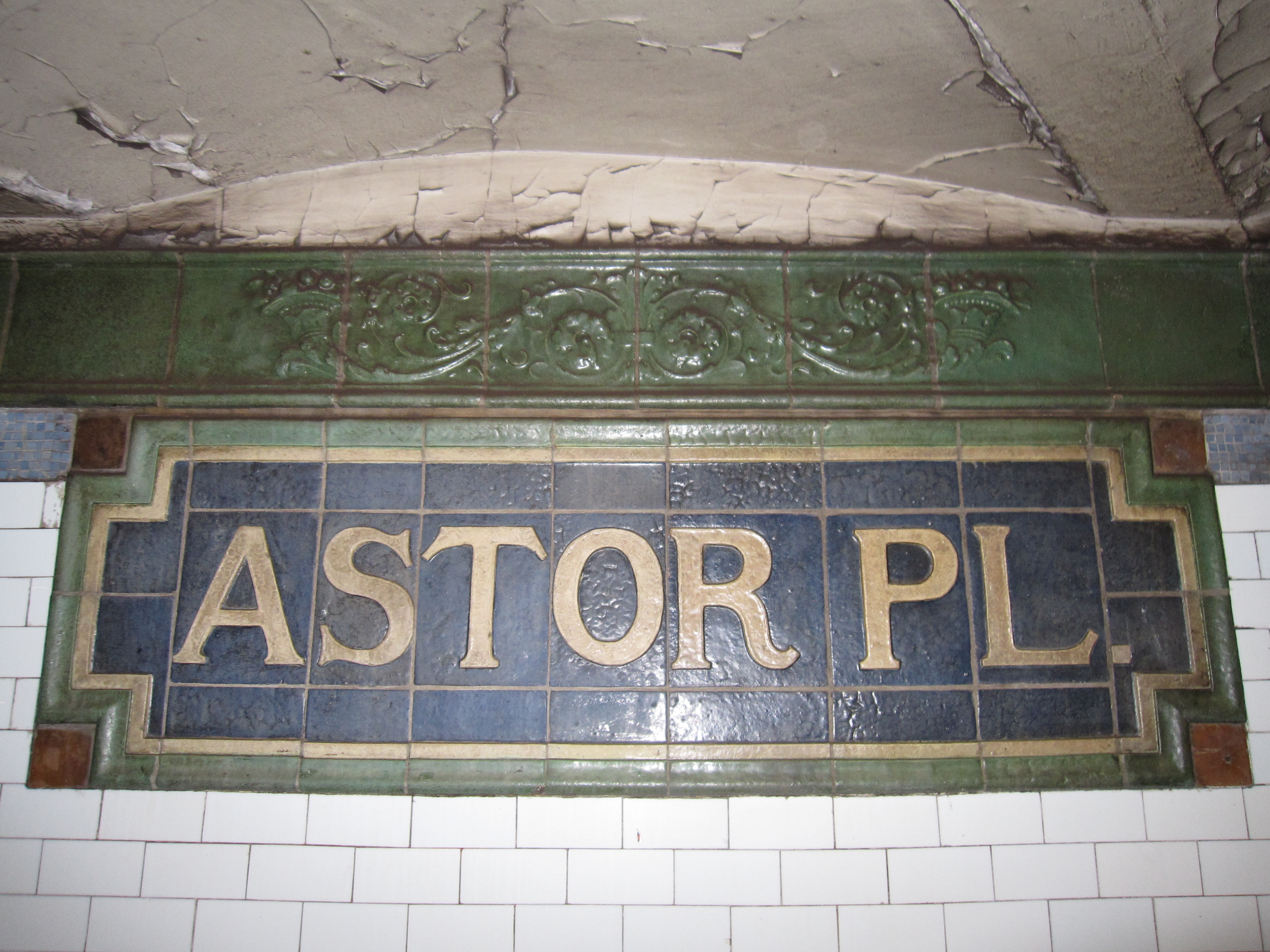
Placa com nome
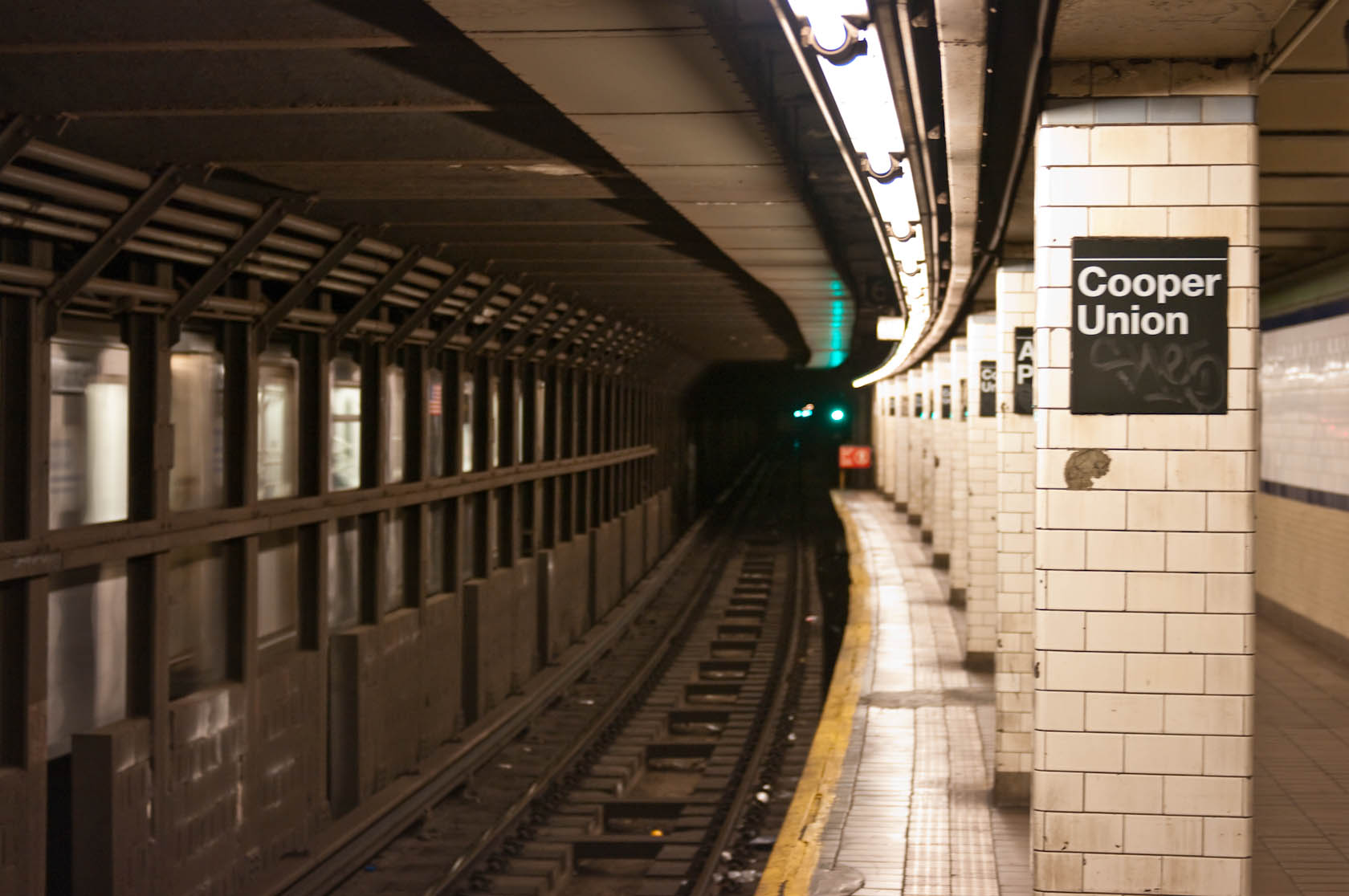
Colunas com sinalizaão